# Isabella Eklöf
Isabella Jenny Karolina Eklöf, född 10 februari 1978 på Storholmen i Stockholms innerskärgård är en svensk filmregissör, manusförfattare och klippare.

## Biografi
Eklöf är uppväxt i Lidingö kommun. Hon är halvsyster till programledaren Sofia Wistam.
Sedan 2007 har hon huvudsakligen varit verksam i Danmark, där hon inledningsvis regisserade en handfull kortfilmer. 2012 belönades hon med det danska konstpriset “Bisballeprisen” för sitt arbete med examensfilmen från Den Danske Filmskole, Anteckningar från ett källarhål (2011).
Eklöfs spelfilmsdebut Holiday (2018) tävlade i Dragon Award Best Nordic Film vid filmfestivalen i Göteborg och i Sundance-festivalens World Cinema Dramatic Competition (2018). Långfilmen Gräns (2018) som Eklöf skrev manus till, tillsammans med regissören Ali Abbasi, tilldelades priset Un certain regard vid Filmfestivalen i Cannes 2018 och nominerades senare till det årets svenska bidrag till Oscarsgalan.
Eklöfs andra långfilm Kalak hade premiär i tävling på filmfestivalen i San Sebastian 2023, där den fick juryns särskilda pris och priset för bästa foto. 2020–2023 regisserade hon åtta avsnitt av den andra och tredje säsongen av den brittiska dramaserien Industry för BBC/HBO. Hon producerar och regisserar för närvarande (2025) alla avsnitt av The Death of Bunny Munro, en adaption av Nick Caves roman med samma namn, för Clerkenwell Films/Sky UK.